# Edvard Hočevar
Edvard Hočevar (31 de maig de 1926 - 1 de febrer de 1998) fou un futbolista eslovè de la dècada de 1950.
Fou 1 cop internacional amb la selecció iugoslava.
Pel que fa a clubs, defensà els colors de FK Partizan i NK Odred.